# Eleccions presidencials austríaques de 2016
Les Eleccions presidencials d'Àustria de 2016 es van realitzar el 24 d'abril per triar al successor del president Heinz Fischer, qui no podia aspirar a un tercer mandat. La primera volta de l'elecció la va guanyar Norbert Hofer, del Partit Liberal d'Àustria. Alexander Van der Bellen, un membre dels Verds tot i que es presentava a les eleccions com a independent, va quedar en segona posició. Com que cap d'ells va obtenir més del 50% dels vots, van competir en una segona volta programada per al 22 de maig de 2016. Els candidats dels dos partits governants, el Partit Socialdemòcrata i el Partit Popular, van quedar en quarta i cinquena posició respectivament, darrere de la independent Irmgard Griss, que fou la tercera més votada.
Aquesta va ser la primera vegada des de la Segona Guerra Mundial en què un president austríac no fou recolzat per cap dels dos partits dominants, el Partit Socialdemòcrata o el Partit Popular.
Els resultats de la segona volta de les eleccions van ser anul·lades l'1 de juliol pel Tribunal Constitucional d'Àustria, la qual cosa va obligar a la repetició de la segona volta el 2 d'octubre del mateix any, tot i que posteriorment es posposà per al 4 de desembre.

## Resultats
| Candidats (partit)                                                        | Candidats (partit)                   | Primera volta | Primera volta | Segona volta (anul·lada) | Segona volta (anul·lada) | Segona volta | Segona volta |
| Candidats (partit)                                                        | Candidats (partit)                   | Vots          | %             | Vots                     | %                        | Vots         | %            |
| ------------------------------------------------------------------------- | ------------------------------------ | ------------- | ------------- | ------------------------ | ------------------------ | ------------ | ------------ |
|                                                                           | Norbert Hofer (FPÖ)                  | 1,499,971     | 35.1          | 2,220,654                | 49.7                     | 2,124,661    | 46.2         |
|                                                                           | Alexander Van der Bellen (Els Verds) | 913,218       | 21.3          | 2,251,517                | 50.3                     | 2,472,892    | 53.8         |
|                                                                           | Irmgard Griss (independent)          | 810,641       | 18.9          |                          |                          |              |              |
|                                                                           | Rudolf Hundstorfer (SPÖ)             | 482,790       | 11.3          |                          |                          |              |              |
|                                                                           | Andreas Khol (ÖVP)                   | 475,767       | 11.1          |                          |                          |              |              |
|                                                                           | Richard Lugner (independent)         | 96,783        | 2.3           |                          |                          |              |              |
| Vot vàlid                                                                 | Vot vàlid                            | 4,279,170     | 97.9          | 4,472,171                | 96.4                     | 4,597,553    | 96.8         |
| Vot no vàlid                                                              | Vot no vàlid                         | 92,655        | 2.1           | 164,875                  | 3.6                      | 151,851      | 3.2          |
| Vot total                                                                 | Vot total                            | 4,371,825     | 68.5          | 4,637,046                | 72.7                     | 4,749,404    | 74.2         |
| Votants                                                                   | Votants                              | 6,382,507     |               | 6,382,507                |                          | 6,399,572    |              |
| Font: Bundesministerium für Inneres Arxivat 2016-05-23 a Wayback Machine. |                                      |               |               |                          |                          |              |              |